# Capela do Padre Faria
Capela de Nossa Senhora do Rosário dos Homens Brancos, mais conhecida como Capela do Padre Faria, é um pequeno templo católico da cidade brasileira de Ouro Preto, erguido no período colonial, cuja modéstia externa contrasta com sua rica decoração interior. É um dos mais antigos templos de Minas Gerais e foi tombado em nível nacional pelo Instituto do Patrimônio Histórico e Artístico Nacional (IPHAN). Localiza-se no bairro de mesmo nome.

## História
Segundo uma tradição, originalmente a devoção religiosa neste local se deve à fundação, nos primeiros anos do século XVIII, de uma ermida dedicada a Nossa Senhora do Carmo, pelo bandeirante e padre João de Faria Fialho, de quem a atual Capela ainda recorda o nome. Apesar da primitiva invocação ser a Virgem do Carmo, em 1723 a Irmandade de Nossa Senhora do Parto, integrada por homens pardos e mamelucos, assumiu sua administração e posse. Em torno de 1740 o orago seria mais uma vez mudado, quando a Irmandade de Nossa Senhora do Rosário, composta de irmãos brancos, passou a usar o local. Contudo, é possível que essa atribuição seja equivocada. Diz Cláudia Damasceno Fonseca, a partir de dados transmitidos por Diogo de Vasconcelos:

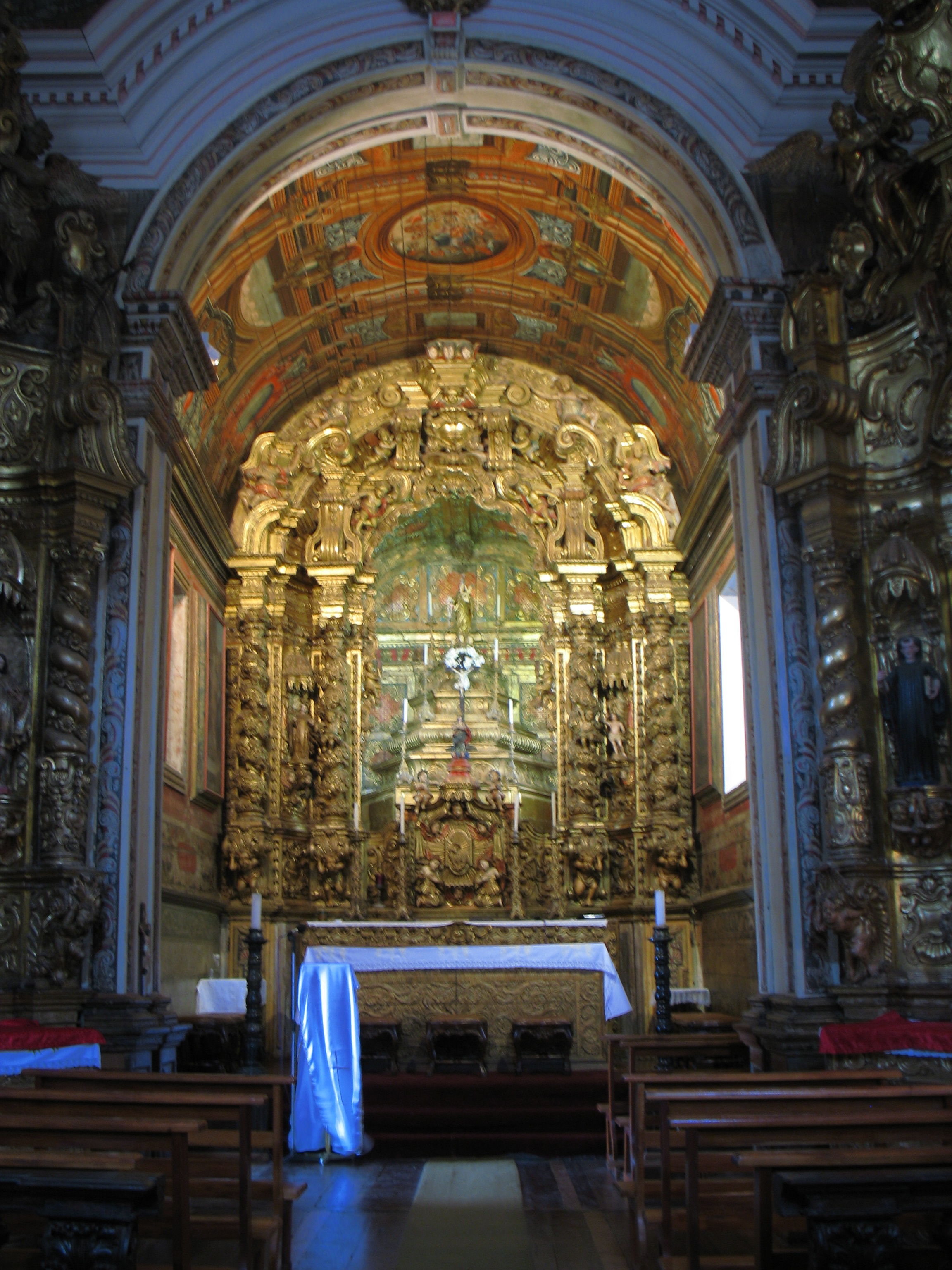
A capela-mor.

"A capela ouro‐pretana em que o padre João de Faria Fialho oficiou foi a de São João Batista; a de Nossa Senhora do Rosário só surgiu em 1710, depois que ele já havia se retirado para Guaratinguetá (São Paulo). Segundo a tradição, este templo teria surgido numa circunstância singular: devido ao assassinato de um clérigo que celebrava missa dentro da Capela de Nossa Senhora do Bom Sucesso (nas cercanias de Ouro Preto, numa localidade cuja história está associada indiretamente ao padre Faria), a mesma ficou interditada, e os moradores transferiram a imagem de Nossa Senhora do Parto para uma nova capela, em taipa e madeira, que ergueram no atual Bairro do Padre Faria. Em 1740, a irmandade dos brancos do Rosário ali se instalou, após ter sido expulsa da igreja de Santa Efigénia pelos pretos da mesma irmandade. Reconstruíram a capela em canga, enriqueceram‐na e mudaram a invocação para a Senhora do Rosário, mas continuando a Senhora do Parto ou do Bom Sucesso como padroeira da Capela".
A documentação que restou é escassa e pouco se sabe do progredir dos trabalhos. Um testamento que foi incluído no Livro de Óbitos indica que em 1750 já haviam sido finalizados o altar de Santo Antônio e o altar-mor, e o outro altar da nave devia estar sendo executado nesta mesma época. No sino do campanário e na cruz monumental que há no seu adro consta o ano de 1756, sugerindo que nesta altura o templo se encontrava em estado adiantado de acabamento. Em 1855 há registro de um pedido de verbas à Assembléia Legislativa Provincial de Minas Gerais para obras na Capela, mas não se sabe ao certo o que foi realizado. É possível que o frontão tenha sido modificado e tenham sido feitas alterações na sacristia e no teto da nave. Em 1930 o teto da nave recebeu uma pintura decorativa.
No século XX o IPHAN realizou vários trabalhos de restauro, sendo que nos anos 40 o frontão contracurvado que então existia, considerado parte das alterações do século XIX, foi substituído por um feitio de empena simples mais condizente com a estrutura restante. Na mesma oportunidade a sacristia foi devolvida à sua condição primitiva. O teto da nave também foi modificado em sua estrutura, mas preservou-se a pintura dos anos 30.

## O edifício

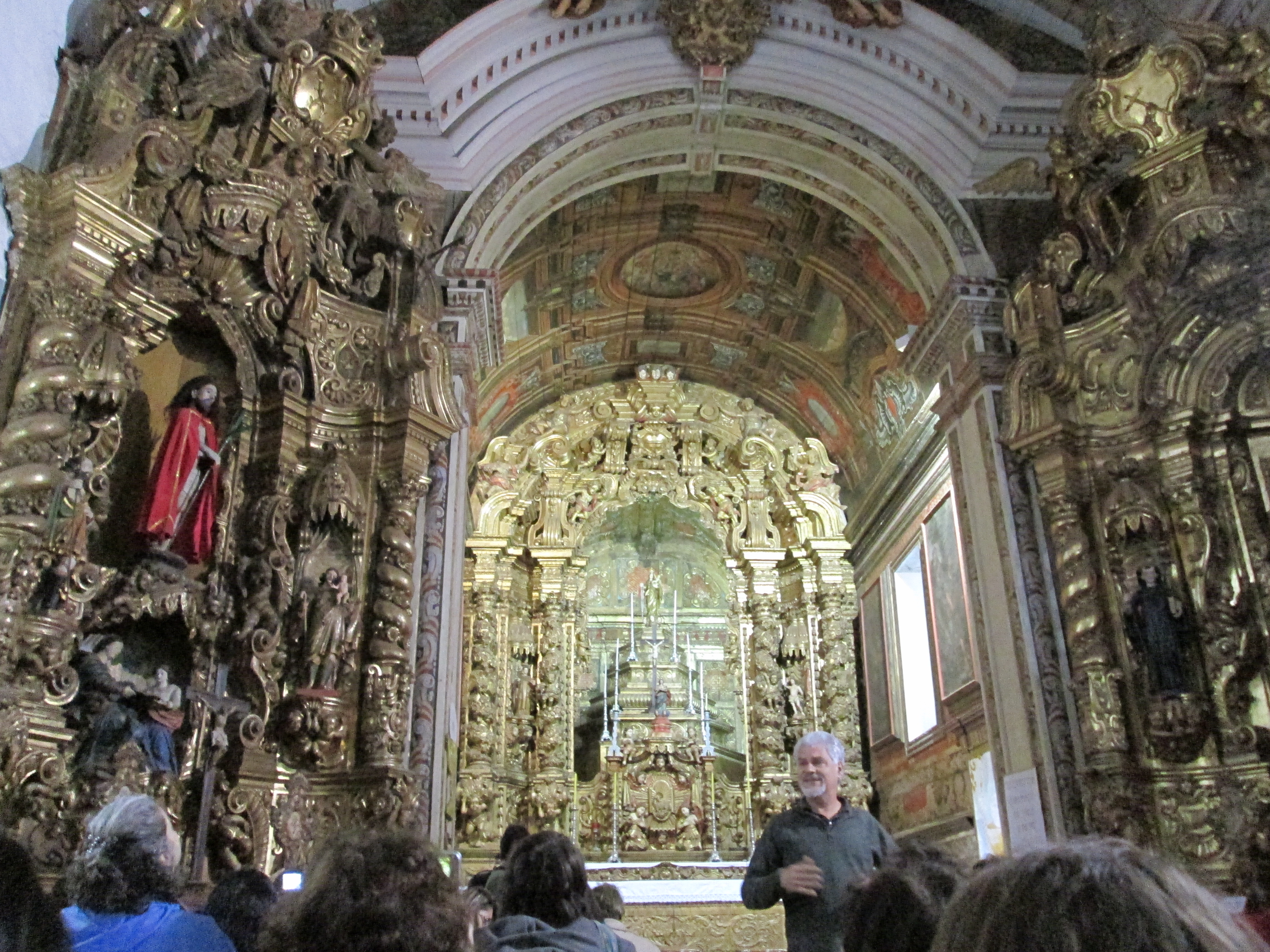
Vista do interior.

A Capela do Padre Faria é uma edificação de estrutura singela, composta de fachada plana com uma porta central de acesso com discreta moldura em pedra lavrada, duas janelas com balaústres no nível superior e um frontão triangular sem adornos, com um óculo inscrito e uma cruz de coroamento. Nas laterais da fachada se erguem duas pilastras salientes, arrematadas por pináculos. O interior é dividido em uma nave única, com teto abobadado e dois altares no arco do cruzeiro, e uma capela-mor, onde se localiza o retábulo principal. Na lateral do edifício existe uma sacristia. Anexo a este conjunto está um campanário baixo e separado da outra construção. No adro foi implantada uma grande cruz pontifical em pedra, único exemplar em todas as Minas Gerais.

## Decoração
Contrastando com sua austeridade externa, o interior é ricamente decorado com pinturas e talha dourada em estilo Barroco, da fase Joanina. Na descrição do IPHAN, a partir de análise de Germain Bazin,
"Estes altares apresentam uma excepcional clareza de estrutura, tendo o artista conseguido organizar de forma notável a superposição das volutas, suportes e lambrequins dos baldaquinos. A pintura da capela-mor é de excelente qualidade, provavelmente contemporânea das obras de talha. No forro está representada a coroação da Virgem pelos anjos e nos quatro painéis laterais cenas capitais da vida de Maria: a Visitação, a Anunciação, a Adoração do pastores e a Fuga para o Egito".